# Giovanni Friedrich
Giovanni Friedrich (fl. XX secolo) è stato un calciatore italiano, di ruolo attaccante.

## Carriera
Con la Triestina disputa 4 gare nel campionato di Divisione Nazionale 1928-1929.